# Edsta, Sundsvalls kommun
Edsta är en tidigare småort i Stöde socken i Sundsvalls kommun, Västernorrlands län. Vid 2015 års småortsavgränsning hade småorten vuxit samman med tätorten Stöde.